# Belejovce
Belejovce (hongrois : Belejőcz) est un village de Slovaquie situé dans la région de Prešov.

## Histoire
La première mention écrite du village date de 1600.

## Démographie

### Évolution de la population
| Année:               | 1994. | 2004.    | 2014. | 2024.    |
| -------------------- | ----- | -------- | ----- | -------- |
| Nombre de personnes: | 17    | 20       | 22    | 28       |
| Différence:          |       | +17,64 % | +10 % | +27,27 % |

| Année:               | 2023. | 2024.   |
| -------------------- | ----- | ------- |
| Nombre de personnes: | 28    | 28      |
| Différence:          |       | -1,42 % |